# Gamás
Gamás è un comune dell'Ungheria di 833 abitanti (dati 2008) situata nella contea di Somogy, nell'Ungheria centro-occidentale.